# Vinča
Vinča (serbisch-kyrillisch Винча) ist eine Ortschaft in der Belgrader Vorstadtgemeinde Grocka in Serbien. Der Ort liegt etwa 15 Kilometer südöstlich des Belgrader Stadtzentrums am rechten Ufer der Donau und wird vom Fluss Bolečica durchflossen. Bei der Volkszählung 2002 lebten dort 5815 Menschen.  Seit Anfang des 20. Jahrhunderts werden auf dem Hügel Belo Brdo archäologische Ausgrabungen durchgeführt, die eine Besiedlung des Gebiets um 5000 v. Chr. nachweisen. Er gab der südosteuropäischen kupferzeitlichen Vinča-Kultur ihren Namen.
In Vinča wird das Institut für Nuklearwissenschaften „Vinča“ betrieben.
Koordinaten: 44° 45′ N, 20° 37′ O